# Mohamed Kanu
Mohamed ‘Ahmed’ Kanu (ur. 5 lipca 1968 we Freetown) – sierraleoński piłkarz, grający na pozycji obrońcy, trener piłkarski. Od 2002 posiada również obywatelstwo belgijskie.

## Kariera piłkarska

### Kariera klubowa
Rozpoczął karierę piłkarską w miejscowym Freetown City F.C. W 1990 przeszedł do Mighty Blackpool F.C., a w następnym roku wyjechał do Belgii, gdzie bronił barw klubów SC Eendracht Aalst, Eendracht Hekelgem, KV Oostende, KSK Beveren. W 1999 został piłkarzem Cercle Brugge, w którym występował do 2004 roku. Zakończył karierę piłkarską w klubie Rekkem.

### Kariera reprezentacyjna
W latach 1987–1998 bronił barw narodowej reprezentacji Sierra Leone.

## Kariera trenerska
Po zakończeniu kariery piłkarza rozpoczął pracę szkoleniową. Najpierw trenował drużynę juniorów FC Knokke. Od 2007 do 2009 prowadził narodową reprezentację Sierra Leone.